# بطولة العالم لسباق الدراجات على الطريق 1952
بطولة العالم لسباق الدراجات على الطريق 1952 هي الدورة ال25 من بطولة العالم لسباق الدراجات على الطريق، أجريت في لوكسمبورغ (مدينة)، لوكسمبورغ.

## برنامج المسابقات
رجال
- سباق الطريق المداري.

سيدات
- سباق الطريق المداري.

## النتائج النهائية
| المسابقة            | ذهبية              | فضية                             | برونزية             |
| ------------------- | ------------------ | -------------------------------- | ------------------- |
| الرجال              |                    |                                  |                     |
| سباق الطريق المداري | Heinz Müller (FRG) | غوتفريد ويلينمان جونيور (سويسرا) | لودفيغ هورمان (FRG) |